# Golf de Palmola
Le golf de Palmola est un golf français situé sur la commune de Buzet-sur-Tarn, à 25 km au nord-est de Toulouse.

## Histoire
Dessiné en 1974 par l'architecte Michaël Fenn, en lisière de la forêt de Buzet.

## Le parcours
Le Golf de Palmola est constitué d'un parcours dans un parc de 89 ha. 
- Un parcours de 18 trous, Par 72, longueur 6156 m[3]

## Les compétitions
- 2014 Championnat de France 2e division dames
- 2013 Championnat de France cadets
- 1988 Omnium national (Pro)
- 1977 Championnat de France (professionnel)